# Глоуб (Аризона)
Глоуб (енгл. Globe) град је у америчкој савезној држави Аризона. По попису становништва из 2010. у њему је живело 7.532 становника.

## Демографија
Према попису становништва из 2010. у граду је живело 7.532 становника, што је 46 (0,6%) становника више него 2000. године.
| Група             | 2000.         | 2010.         |
| Белци             | 4.606 (61,5%) | 4.163 (55,3%) |
| Афроамериканци    | 86 (1,1%)     | 69 (0,9%)     |
| Азијати           | 84 (1,1%)     | 85 (1,1%)     |
| Хиспаноамериканци | 2.449 (32,7%) | 2.775 (36,8%) |
| Укупно            | 7.486         | 7.532         |